# عبد الرزاق العبد الرزاق
عبدالرزاق يوسف عبد اللطيف العبدالرزاق، (1934 - 1990) أكاديمي ووزير الصحة العامة الكويتي السابق مُنذ عام 1988 حتى 1990.

## السيرة الشخصية
تلقى تعليمه في المدرسة المباركية بالكويت ثم سافر للدراسة على مرحلتين أولاهما كانت إلى القاهرة 1949 لاستكمال دراسة المرحلة الثانوية هناك ، والثانية كانت إلى لندن للالتحاق بكلية الطب وأكمل دراسته هناك ، وقد تقرر أن يدخل مستشفى سانت توماس لدراسة الطب ابتداء من شهر أكتوبر لسنة 1952م وتخرج منها بعد ان حصل على بكالوريوس الطب والجراحة سنة 1958، تولى حقيبة وزارة الصحة في 26 يناير عام 1988 على إثر تعديل وزاري على التشكيل الحكومي الثالث عشر في تاريخ الكويت .

## السيرة العلمية والعملية
- حصل على بكالوريوس الطب والجراحة من جامعة لندن في سنة 1958م.
- مساعد مدير جامعة الكويت عام 1965 .
- زميل في الكلية الملكية البريطانية في سنة 1979م.
- مارس الطب في بعض مستشفيات لندن.
- ممارس عام في المستشفى الأميري ، ومستشفى الصباح ، ومستشفى مبارك الكبير.
- أستاذاً بكلية الطب سنة 1977م.
- رئيس وحدة عناية أمراض القلب في مستشفى مبارك سنة 1982م.
- مدير إدارة الدراسات الإكلينيكية في كلية الطب ورأس تحرير مجلة الجمعية الطبية الكويتية.
- وزير الصحة الكويتي من عام 1988 الي 1990.
- شارك في عدد من المؤتمرات الطبية، وله عدد كبير من البحوث المتعلقة بتخصصه، وكلها قد نشرت في الدوريات العلمية المتخصصة المحكَّمة.